# Dean Heller
Dean Arthur Heller (ur. 10 maja 1960) – amerykański polityk, działacz Partii Republikańskiej. Od 2011 roku pełni funkcję senatora Stanów Zjednoczonych 1. klasy z Nevady. Na to stanowisko mianowany został w 2011 roku po tym, gdy jego poprzednik zrezygnował na skutek skandalu obyczajowego. Wcześniej Heller przez kilka lat reprezentował w Izbie Reprezentantów 2. okręg wyborczy stanu Nevada, który obejmował w tym czasie prawie całą powierzchnię stanu, poza najgęściej zaludnionym Las Vegas.
W 2012 roku Heller wybrany został na pełną, sześcioletnią kadencję pokonując w wyborach kongreswoman Shelley Berkley 46%-45%.
W 2018 roku Heller ponownie ubiegał się o reelekcję, jednak został pokonany przez kongreswoman Jacky Rosen.
Jest mormonem. Z żoną Lynne są małżeństwem od 30 lat, mają czworo dzieci. Od wczesnego dzieciństwa mieszka w Carson City.